# Лукас, Роберт
Роберт Эмерсон Лу́кас, младший (англ. Robert Emerson Lucas, Jr.; 15 сентября 1937, Якима — 15 мая 2023) — американский экономист.
Лауреат Нобелевской премии 1995 года «за развитие и изменение гипотезы рациональных ожиданий, изменение основ микроэкономического анализа и точки зрения на экономический анализ». Президент Эконометрического общества в 1997 году, президент Американской экономической ассоциации в 2002 году.
Член Национальной академии наук США (1981).

## Биография
Учился в Чикагском (получил здесь степень бакалавра истории в 1959 году и доктора экономики в 1964 году) и Калифорнийском университетах. Работал в университете Карнеги — Меллона и в Чикагском университете.
Лукас изучал экономику для своей докторской диссертации на «почти марксистских» основах. Он полагал, что экономика являлась действительным двигателем истории, и намеревался после углубления в экономику вернуться на кафедру истории.
Бывшая жена Лукаса, Рита Лукас, после их развода в 1988 году, получила установленное в их соглашении о разводе право на получение половины Нобелевской премии, если Лукас её получит в следующие семь лет. Когда он был награждён Нобелевской премией в 1995 году, ей была передана половина призовой суммы.
Супруга и соавтор Лукаса, Нэнси Стокей, является известным экономистом, профессором Чикагского университета.
Скончался 15 мая 2023 года в возрасте 85 лет.

## Научная деятельность
Лукас признаётся одним из самых влиятельных экономистов начиная с 1970-х, известен тем, что поставил под сомнение основы макроэкономической теории, в которой до этого наиболее влиятельным было кейнсианство, утверждая, что макроэкономическая модель должна быть основана на обобщённой интерпретации микроэкономических моделей. Он разработал «Критику Лукаса» определения экономической политики, заключающуюся в том, что сохраняющиеся в экономике взаимоотношения, такие как наблюдаемое соотношение между инфляцией и безработицей, могут меняться в ответ на изменения экономической политики. Это привело к развитию новой классической макроэкономики и нового кейнсианства, а также к движению в сторону микроэкономических оснований для макроэкономической теории.
Лукас хорошо известен благодаря изучению последствий допущения рациональности ожиданий и признаётся автором концепции рациональных ожиданий, а также главой «новой школы». Также в его работах получила развитие теория несовершенной информации, им была разработана модель несовершенной информации, известная также как модель островов Лукаса (англ. Lucas-Islands model), одним из наиболее значительных следствий из которой является функция совокупного предложения Лукаса. В основе разработанной Лукасом теории предложения лежало предположение о том, что бессистемная монетарная политика может вводить людей в заблуждение.
Кроме того, хорошо известна модель Узавы — Лукаса, разработанная Лукасом в 1988 году, на основе работы 1965 года Х. Удзавы. Эндогенная модель экономического роста как результат накопления человеческого капитала.
Известен «Парадокс Лукаса», заключающийся в рассмотрении вопроса о том, почему больше капитала не перетекает из развитых стран в развивающиеся.

### Новая теория экономического роста
Роберт Лукас наряду с Полом Ромером является основоположником новой теории экономического роста, известной как модель «Лукаса-Ромера». Согласно этой модели основным фактором экономического роста является рост капиталовложений в НИОКР и инвестиции в человеческий капитал. Один из выводов моделей Ромера и Лукаса состоит в том, что экономика, располагающая ресурсами человеческого капитала и развитой наукой, имеет в долгосрочной перспективе лучшие шансы роста, чем экономика, лишённая этих преимуществ.

## Сочинения
- Лукас Р. Э. Лекции по экономическому росту / Пер. с англ.  Д. Шестакова. — М.: Издательство Института Гайдара, 2013. — 288 с. — ISBN 978-5-93255-364-0 (англ. Lectures on Economic Growth, 2002), в сборнике:

- О механике экономического развития. — c.37—100 (англ. On the Mecanics of Economic Development, 1988)
- Почему капитал не перетекает от богатых стран к бедным? — с. 101—112 (англ. Why doesn’t Capital Flow from Rich to Poor Countries?, 1990)
- Рождение чуда. — с.113—149 (англ. Making a Miracle, 1993)
- Макроэкономика для XXI века. — с.150—165 (англ. Some Macroeconomics for the 21st Century, 2000)
- Промышленная революция: прошлое и будущее. — с.167—273 (англ. The Industrial Revolution: Past and Future, 1998)

- Lucas R. Expectations and the Neutrality of Money (англ.) // Journal of Economic Theory[англ.] : journal. — 1972. — Vol. 4. — P. 103—124. — doi:10.1016/0022-0531(72)90142-1.
- Lucas R. Methods and Problems in Business Cycle Theory (англ.) // Journal of Money, Credit and Banking[англ.] : journal. — 1980. — Vol. 12. — P. 696—715.
- Lucas R. Studies in Business-Cycle Theory (неопр.). — MIT Press, 1981. — ISBN 0-262-62044-8.
- Lucas R., Stokey N.L., Edward C. Prescott. Recursive methods in economic dynamics (неопр.). — Harvard University Press, 1989. — ISBN 0674750969.